# Leandro Baquela
Leandro Baquela  es un director de cine nacido en San Nicolás, Buenos Aires, Argentina, el 27 de mayo de 1988. Su opera prima fue el largometraje estrenado el 10 de abril de 2014 María Libre.

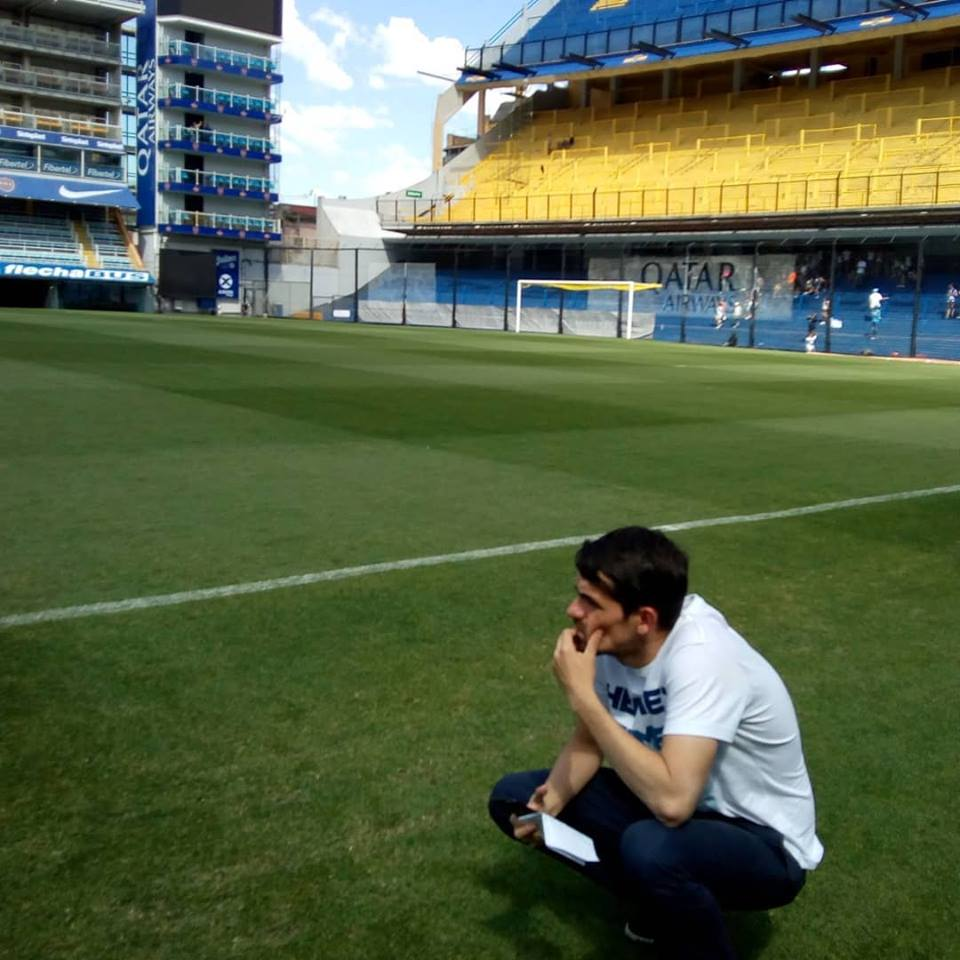
Fotografía del director de cine Argentino Leandro Baquela (2020).

## Historia
Ganó concurso Incaa por opera prima en 2013, por el guion "María Libre". En abril de 2014, materializó el guion en su primer largometraje bajo el mismo nombre. Contó con participaciones especiales de actores como Gustavo Garzón y Anabel Cherubito.
Se estrenó el 10 de abril de 2014, con una salida media en Espacios Incaa.
Entre 2015 y 2017, con apoyo del Incaa, rodó su segundo largometraje de género documental, 51%, el cual narra lo acontecido el 28 de noviembre de 2000 cuando Boca Juniors y Real Madrid se enfrentaron con motivo de la final intercontinental de fútbol del año 2000. Se estrenó el 28 de agosto de 2017 en exclusiva para las salas de los cines Hoyts y Cinemark.
En 2022, dirigió y escribió el largometraje de genero documental, "Bombonera, la película ", sobre el estadio de futbol del Club Atlético Boca Juniors.

## Trayectoria
Dirección
| Película               | Año  |
| ---------------------- | ---- |
| María Libre            | 2014 |
| 51%                    | 2017 |
| Bombonera, la película | 2022 |
| El partido de Boca     | 2025 |

Guion
| Película               | Año  |
| ---------------------- | ---- |
| María Libre            | 2014 |
| 51%                    | 2017 |
| Bombonera, la película | 2022 |
| El partido de Boca     | 2025 |